# Bloor West Village
Bloor West Village – jedna z dzielnic kanadyjskiego miasta Toronto, głównie o charakterze handlowo-usługowym. Dzielnica sąsiaduje z Yorkville, The Annex, kampusem uniwersytetu, Queen’s Park oraz Royal Ontario Museum.
Główną ulicą Wschód-Zachód jest Bloor Street.
W dzielnicy znajdują się sklepy znanych marek, takich jak Giorgio Armani, Versace, Chanel, Prada. Podczas dorocznej imprezy charytatywnej mającej na celu badania przeciw AIDS, organizowane są w tutejszych luksusowych sklepach kolacje. Liczne sklepy, centra handlowe, hotele i kina połączone są podziemnymi przejściami.
Wśród interesujących architektonicznie budynków dzielnicy wyróżnić można Windsor Arms na 18 Thomas St., wybudowany w stylu neogotyckim jako hotel-rezydencja w 1927. Obecnie odnowiony został ponownie otwarty jako hotel, którego gośćmi między innymi byli Katharine Hepburn i Richard Burton.
W jednym z budynków - Manulife Centre - znajduje się restauracja z panoramicznym widokiem i tarasem na 50 piętrze oraz elegancki sklep monopolowy, w którym często odbywają się degustacje i seminaria.